# Чотири книги історії
Чотири книги історії (лат. Historiarum libri IV) — історична праця, присвячена історії Франкської імперії у період правління нащадків Карла Великого. Написана у 842-843 роках істориком Нітгардом. Праця вважається незакінченою.

## Написання праці
Нітгард розгорнув роботу над «Чотирьома книгами історії» за дорученням Карла Лисого в 842 році у розпал міжусобної боротьби і закінчив через рік (843 року) в монастирі Сен-Рик'є, де був абатом. Хоча праця вважається незакінченою.

## Структура твору
«Чотири книги історії» Нітгарда охоплюють період 814-843 років. Хроніст починає оповідь коротким панегіриком Карлу Великому, потім як вступ подає нарис правління Людовика Благочестивого, і нарешті, підходить до висвітлення основної мети — міжусобиць синів цього імператора від 840 до 842 років. У першій книзі автор розглядає початок міжусобних чвар, у другій — хід війни і вирішальну битву братів під Фонтенуа, де Нітгард бився на боці Карла Лисого та Людовіка Німецького проти Лотара. У третій книзі розповідається про підкорення Лотара, його новий виступ проти братів та їхню угоду в Стразбурзі. У четвертій книзі йдеться про спільні дії Карла Лисого й Людовика Німецького в Аахені з підготовки договору про поділ Франкської імперії.

## Характеристика праці
«Чотири книги історії» Нітгарда не є простою хронікою сучасних йому подій, а становить якоюсь мірою спробу відтворення політичної історії. Автор не лише вкладає події, очевидцем і сучасником яких він був, але й намагається оцінювати їх, розкривати їхні причини. Звісно аналіз подій за відсутності історичної перспективи мав дуже поверховий характер. Суспільне становище Нітгарда як наближеного й полководця Карла Лисого обмежувало об'єктивність його розповіді про міжусобну війну, надавало їй тенденційності, а інколи й суперечливості: автор відверто прихильний до однієї із сторін і упереджено ставиться до іншої. Наділивши Карла Лисого і Людовіка Німецького усіма чеснотами — вони благородні й вродливі, щедрі й розважливі, добрі й хоробрі,— хроніст прагне звинуватити Лотара перед нащадками, змальовує його надмірно честолюбним (амбіційним), віроломним і лицемірним.
Робота Нідгарна залишилася незакінченою. Хроніст не дійшов у своїй розповіді до Верденського договору 11 серпня 843 року: місячне затемнення 20 березня 843 року — остання подія, про яку згадується у творі. Сумнівно, що Нітгард будучи членом комісії зі складання умов Верденського договору, навмисно замовчав цю подію. В 845 році Нітгард загинув у битві з норманами і був похований у монастирі Сен-Рик'є поруч з батьком.
Текст Нітгарда позбавлений Біблійних цитат і запозичень із творів античних авторів. Основне джерело відомостей для нього — власні спостереження. Проте він мав доступ до офіційних документів й уміло ними послуговувався. У його праці зберігся такий цінний документ, як «старофранцузький» («романський») та «старонімецький» тексти знаменитої Страсбурзької клятви 842 року — першої, що дійшла до нас, пам'ятки цими мовами.

## Наш час
Твір дійшов до наших часів в єдиному манускрипті з бібліотеки Абатства Святого Медарда і зараз зберігається в Національній бібліотеці Франції.
Вперше був надрукований в Парижі в 1588 році. Перше наукове видання вийшло в Гановері в 1829 році в другому томі «Пам'яток німецької історії» і в 1852 році було перевидане в Парижі вченим абатом Жаком Полем Мінем в 116 томі «Patrologia Latina».